# Маховиков, Анатолий Юрьевич
Анато́лий Ю́рьевич Маховико́в (род. 28 мая 1968, Кунгур, Пермская область) — глава администрации города Перми.
С 1989 по 1993 годы работал инженером кафедры архитектуры Пермского политехнического института, в 1993 году — инженер предприятия «Уралорглестехномонтаж», с 1993 по 2000 год — генеральный директор ЗАО «Бис-риэл-эстейт». В 2000—2001 годах — начальник отдела ОАО «Пермская финансово-производственная группа», с 2001 по 2006 год — директор НО «Пермский областной ипотечный фонд жилищного кредитования» (с 2005 года — ОАО «Пермское агентство по ипотечному жилищному кредитованию»), генеральный директор ООО «Компания MVM».
В 2006 году назначен начальником департамента имущественных отношений администрации города Перми, в 2007 году — заместителем главы администрации города.
С 2008 года — первый заместитель главы администрации Перми.
В 2010 году — и. о. главы администрации города.
31 мая 2011 года утвержден Пермской городской думой Главой администрации города Перми
С 26 февраля 2014 распоряжением губернатора Пермского края назначен первым заместителем председателя Правительства – министром территориального развития Пермского края.
В мае 2015 года назначен главой администрации губернатора Пермского края.
В конце декабря 2016 года подал в отставку вместе со своим заместителем Александром Козенковым.
С декабря 2016 года - советник главы администрации губернатора Пермского края.
В феврале 2017 года назначен полномочным представителем губернатора в краевом Законодательном Собрании.
В феврале 2019 года Анатолий Маховиков назначен уполномоченным по защите прав предпринимателей в Пермском крае.